# Vox (parti politique)
Pour les articles homonymes, voir Vox.

Drapeau du parti.

Vox est un parti politique espagnol, fondé en 2013 et actuellement dirigé par Santiago Abascal, généralement classé à l'extrême droite.
Créé en décembre 2013 par d'anciens membres du Parti populaire, Vox n'engrange aucun résultat électoral significatif jusqu'en 2018. C'est aux élections régionales en Andalousie la même année que Vox effectue une percée et obtient près de 11 % des voix, ce qui lui permet de soutenir l'arrivée au pouvoir d'un gouvernement de droite dans la communauté autonome.
Le parti poursuit son ascension et obtient 10,26 % des voix aux élections générales d'avril 2019, marquant son entrée au Congrès des députés, avec vingt-quatre sièges.
Aux élections municipales, régionales et européennes de mai 2019, Vox fait son entrée dans plusieurs parlements régionaux et obtient quatre députés européens, avec toutefois des résultats bien moindres que ceux du précédent scrutin.
Les élections anticipées de novembre 2019 sont l’occasion pour le parti de faire plus que doubler son nombre de députés et d’augmenter de moitié son pourcentage de voix, tandis que les élections municipales et régionales de 2023 voit le parti améliorer sensiblement ses résultats lui permettant d’entrer dans l’exécutif de plusieurs municipalités et communautés autonomes ; Vox fait actuellement parti de l’exécutif de cinq communautés autonomes.
Néanmoins ces résultats ne sont pas confirmés par les élections générales de juillet 2023, à l'issue desquelles Vox subit son premier recul en perdant environ 3 % des voix et 19 sièges, soit un peu plus du tiers de sa représentation au Congrès, qui est réduite à 33 sièges.

## Histoire

### Origines (2013-2014)
Vox s'est enregistré comme parti le 12 décembre 2013. La formation s'est constituée autour d'anciens membres du Parti populaire et de personnalités sans expérience politique préalable. Vox est ainsi composé d'anciens cadres du PP qui reprochent à Mariano Rajoy d'incarner une droite « complexée », et se réclament de José María Aznar. Monarchiste, centraliste, eurosceptique, libérale économiquement et moralement conservatrice, l'une de ses premières revendications est la remise en question du modèle de l'Espagne des autonomies défini par la Constitution de 1978. Vox s'est présenté devant les médias le 16 janvier 2014, lors d'une conférence de presse à laquelle ont participé ses fondateurs Iván Espinosa de los Monteros, José Antonio Ortega Lara, José Luis González Quirós, Santiago Abascal, Ana Velasco Vidal Abarca, Cristina Seguí et Ignacio Camuñas,.
Le 21 mai 2013, Mario Conde annonce qu'il quitte le parti Sociedad Civil y Democracia (es) (SCD). À l'approche des élections au Parlement européen de 2014, la majorité des adhérents de SCD sont passés à Vox, en février 2014 : après la démission de María Jamardo comme présidente, le reste de ses adhérents ont rejoint Vox,.

Résultats de Vox par communautés autonomes lors des élections européennes de 2014.

Alejo Vidal-Quadras, qui a abandonné le Parti populaire le 27 janvier pour s'unir à Vox, a été élu, lors d'une primaire, président du parti et tête de liste pour les élections au Parlement européen de mai 2014,,.
Lors de ces élections européennes, il est arrivé en onzième position, avec 246 833 voix (1,56 % du total), manquant à quelque 55 000 voix d'obtenir un siège,. Il obtient ses meilleurs résultats (exprimés en pourcentages) dans la ville autonome de Melilla avec 5,96 % des voix et dans la Communauté de Madrid avec 3,64 % (80 557 voix). À l'inverse, ses pires résultats ont été en Catalogne avec 0,31 % des voix et au Pays basque avec 0,55 %. Devant cet échec, Vidal-Quadras quitte le parti et José Luis González Quirós exerce l'intérim de manière provisoire.
Le 26 juillet 2014, se tient une assemblée générale du parti durant laquelle sont rédigés par les militants les nouveaux statuts de Vox.
Cristina Seguí, alors membre du bureau national du parti, accuse en août 2014 le président intérimaire, José Luis González Quirós, d'enrichissement personnel lors de la campagne pour les élections européennes de 2014. José Luis González Quirós confirme que son entreprise Mind & Matters a perçu de la part de Vox autour de 58 000 euros qui ont servi à payer différents militants. Cristina Seguí opposée à ces pratiques démissionne le 26 août 2014. Le 28 août 2014, l'ancien président du parti Alejo Vidal-Quadras prend ses distances avec celui-ci.
En septembre 2014, lors de l'assemblée générale qui vise à ratifier de nouveaux statuts du parti et à élire son nouveau président, une nouvelle crise interne éclate. Des militants dénoncent des irrégularités lors des élections pour la présidence du parti. Plusieurs membres de Vox reprochent également à Santiago Abascal, alors secrétaire général du parti, d'abandonner le positionnement libéral-conservateur au profit d'un positionnement d'extrême droite ; Ignacio Camuñas et María Jesús Prieto Laffargue quittent alors le comité exécutif national,.

### Direction de Santiago Abascal (depuis 2014)

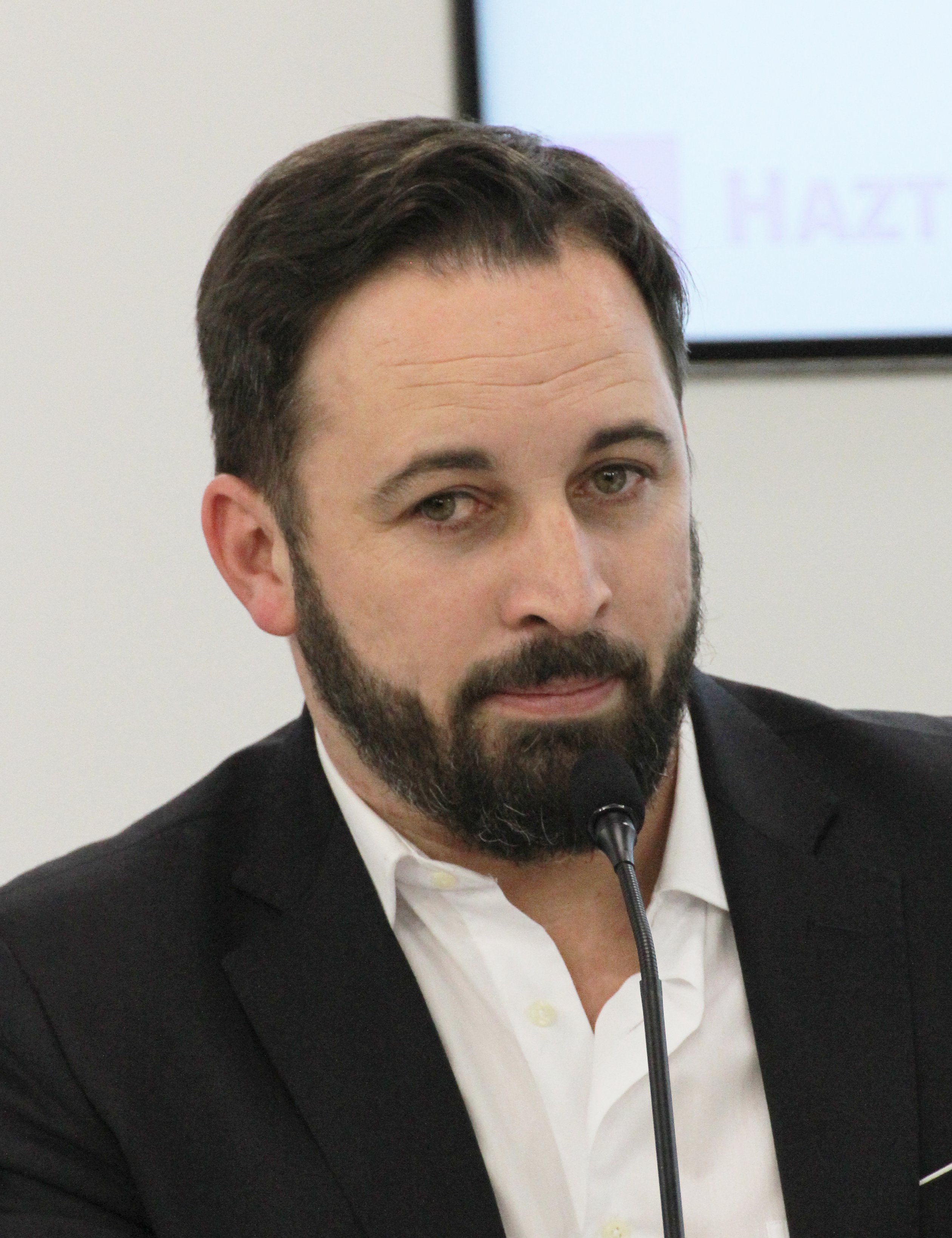
Santiago Abascal en 2015.

Le 20 septembre 2014, Santiago Abascal est élu à la majorité absolue — 1 010 voix devant 99 pour Ludovico López Cadé — nouveau président de la formation et de nouveaux statuts sont ratifiés,.
Un mois après ont lieu des élections aux Comités exécutifs provinciaux.
Lors du premier anniversaire de la formation, le 17 janvier, José Antonio Ortega Lara annonce que le parti se présentera aux élections municipales et autonomes dans toutes les capitales de province et dans quelques autres communes.
En février de 2015, l'ex-magistrat sévillan Francisco Serrano se présente comme tête de liste pour Séville et candidat à la présidence de la Junte de l'Andalousie pour les élections autonomes andalouses. Le même mois est inauguré un siège à Séville dans un local loué,,. Le parti a aussi organisé quelques journées à Séville et fait campagne à Marinaleda, ville dirigée par un maire communiste depuis 1979. Finalement, lors des élections au Parlement de l'Andalousie, Vox n'a pas obtenu de représentation, avec 18 017 voix (0,45 % du total), et finissant en neuvième position.
Le 24 février 2015, le parti la Droite navarraise et espagnole (es) s'intègre à Vox, qui devient Vox Navarre, et maintient Nieves Cyprés comme présidente de la nouvelle structure.

#### Élections régionales de 2015
Lors des élections autonomiques de 2015, Vox s'est présenté dans neuf communautés autonomes sur les treize où se déroulaient des élections (Asturies, Cantabrie, Castille-et-León, Communauté de Madrid, Estrémadure, Castille-La Manche, Murcie, Communauté valencienne et les îles Canaries), et dans l'une des deux villes autonomes (Ceuta) ; il n'a cependant obtenu de représentation dans aucune communauté autonome ; ses meilleurs résultats ont été à Ceuta avec 1,27 % des votes et dans la Communauté de Madrid avec 37 043 votes (1,17 % du total). Lors des élections municipales, Vox s'est présenté dans plus de cent-vingt communes, et a obtenu un total de vingt-deux conseillers municipaux et deux mairies sur un total de treize communes dans toute l'Espagne.

#### Élections générales de 2015
Le 27 juin 2015, le parti a organisé des primaires entre ses adhérents pour désigner le candidat aux élections générales de 2015. Santiago Abascal a triomphé avec 83,84 % des voix face à Carmelo González (15,56 %).
En août 2015, Inmaculada Sequí, présidente du parti dans la province de Cuenca, a été hospitalisée après avoir été agressée physiquement à la sortie de son domicile par trois individus qui l'auraient traitée de « fasciste ». Le président de Vox s'est déplacé à Cuenca pour apporter son soutien à la dirigeante provinciale du parti et à sa famille.
Lors des élections générales du 20 décembre 2015, Vox a présenté une candidature dans trente et une circonscriptions. Il a obtenu un total de 57 753 voix (0,23 %) dans les élections au Congrès, ne remportant aucun siège de député[réf. nécessaire]. Il n'a pas non plus obtenu de représentation au Sénat.

#### Élections générales de 2016
Le 5 mars 2016, Santiago Abascal a été réélu président lors d'une Assemblée extraordinaire avec le soutien de 98 % des militants.
Le parti, de même que de nombreux autres politiciens occidentaux, bénéficie de dons importants de l'Organisation des moudjahiddines du peuple iranien (OMPI) qui est un mouvement de résistance au régime de la république islamique d'Iran. L'OMPI a notamment financé à hauteur de 80 % les dépenses du parti Vox pour les élections européennes de 2014.

#### Élections de 2018 en Andalousie
En décembre 2018, le parti obtient 10,96 % des voix et remporte 12 sièges aux élections en Andalousie dépassant les prévisions des sondages et participant à la défaite du Parti socialiste ouvrier espagnol (PSOE) qui dirigeait la région depuis 1982. Sa percée est remarquée dans le pays et à l'étranger, Vox devenant ainsi le premier parti d'extrême droite à obtenir des sièges dans un parlement espagnol depuis la transition démocratique. Le parti obtient notamment ses résultats les plus importants dans les municipalités connaissant le plus fort taux d'immigration. Le parti avait fait campagne sur la promesse de déporter les immigrés illégaux, de fermer les mosquées fondamentalistes, ou encore de rendre les murs des enclaves de Ceuta et Melilla infranchissables.
Ciudadanos et le Parti populaire (PP) n'excluent pas une alliance avec Vox, afin d'obtenir la majorité absolue et gouverner la région aux dépens des socialistes,. Le PP, qui opère un virage à droite depuis l'accession de Pablo Casado à sa tête, ne met ainsi pas ce parti sur le même plan que le Rassemblement national en France ou la Ligue en Italie.
En janvier 2019, Francisco José Alcaraz est désigné sénateur d'Andalousie.

#### Élections générales d'avril 2019
Crédité d'environ 12 % d'intentions de votes quelques jours avant les élections, le parti dépasse la barre des 10 % et fait une entrée en force au Congrès des députés. Il se classe donc en 5e position derrière l'alliance de gauche radicale Unidas Podemos. Le même jour dans la Communauté valencienne ont lieu des élections régionales durant lesquelles Vox obtient 10,6% des voix et fait entrer 10 députés au parlement.

#### Élections européennes de 2019
Vox obtient trois sièges lors des élections européennes du 26 mai 2019. Les trois députés européens sont Jorge Buxadé Villalba, Mazaly Aguilar et Hermann Tertsch. Le 14 juin 2019, selon la page tweeter d'Europe Elects, Vox aurait rejoint le parti européen Alliance des conservateurs et réformistes européens.

#### Élections générales de novembre 2019
Lors des élections de novembre 2019, le parti a un fort soutien dans le monde rural, dans la région de Murcie et en Andalousie, prenant des voix à Ciudadanos, parti de centre droit.

#### Motion de censure du21 octobre 2020et municipales de 2023
Le 29 septembre 2020, en pleine crise sanitaire liée à la pandémie de Covid-19, Vox annonce avoir présenté une motion de censure contre le gouvernement de Pedro Sanchez. Il s'agit de la cinquième motion de censure depuis le retour à la démocratie en Espagne.
Aux élections municipales espagnoles de 2023, Vox double son nombre de voix. Il atteint 7 % et confirme sa place de troisième force politique du pays. Ainsi, les candidats de la formation nationaliste et anti-immigration font leur entrée dans tous les parlements régionaux en Espagne. En coalition avec le Parti populaire, Vox prend la direction de dix villes d'importance en Espagne dont Tolède et Burgos. Un pacte de coalition entre les deux partis est également conclu pour gouverner la communauté autonome de Valence.

##### Élections générales de 2023 et élections suivantes
Aux élections générales de juillet 2023, Vox subit un revers électoral en perdant 19 sièges au Parlement (33 sièges), après avoir réuni 12,6% des suffrages. Le parti souhaitait profiter d'un contexte de faiblesse du PSOE pour s'associer au PP au sein d'un gouvernement et ainsi accéder au pouvoir. Cependant, le PP, arrivé gagnant grâce à l'absence de Ciudadanos, remporte 33% des suffrages (136 sièges, + 47), un point seulement devant le PSOE, qui se maintient à 32% des suffrages avec 122 sièges (+2).
Début août 2023, Vox entre au gouvernement d'Aragon. Il dirigera deux départements: celui de l'agriculture et celui du développement territorial et de la justice. C’est le quatrième gouvernement régional dans lequel Vox est présent dans le cadre d'une coalition avec le Parti populaire.
Aux élections européennes de juin 2024, le parti confirme être la troisième force du pays avec 10,4 % des voix (6 sièges), un résultat nettement supérieur à celui de 2019 ( 6,28 % ).

## Classification
Le parti se considère comme une alternative plus à droite que le Parti populaire de centre droit, dont il s'est séparé en 2013. Ce point de vue est partagé par certains médias espagnols ; néanmoins le parti est très largement classé à l'extrême droite,,,,,,,, y compris de la part de médias d'opinion de droite et conservateurs tels que Fox News,,. Quelques médias utilisent toutefois le terme de droite populiste.
Au niveau de l'union européenne, Vox se positionne avec les conservateurs et réformistes européens qui est à la fois un groupe et un parti paneuropéen au sein de l'Union européenne.
Selon Jorge Verstrynge, professeur de science politique à l'université complutense de Madrid, Vox n'est pas un parti d'extrême droite et serait plutôt comparable à l'Alliance populaire,. Ciudadanos ainsi que le Parti populaire refusent de leur côté de considérer Vox comme un parti d'extrême droite. L'historien Pablo Carmona précise que « ces droites sont d'accord sur beaucoup de choses : le libéralisme économique, l'unité de l'Espagne et le rejet des nationalismes basque et catalan. Ce qui les distingue, c'est le degré de virulence à l'égard de ces derniers ainsi que les questions sociétales. Et, pour Vox, la nostalgie plus ou moins assumée d'un passé franquiste ».
Le journal Mediapart décrit le parti comme « néo-franquiste », xénophobe, fermement anti-féministe et anti-indépendantisme catalan : « Le parti d’Abascal n'a cessé de diaboliser la figure du sans-papier étranger durant la campagne [de novembre 2019]. Il défend par ailleurs la suppression du budget pour la lutte contre les violences faites aux femmes, le transfert de toutes les compétences des régions espagnoles à Madrid, l’interdiction des partis indépendantistes catalans, ou encore le durcissement de la politique migratoire du pays. Vox est aussi le seul des partis nationaux à avoir critiqué publiquement l’exhumation des restes de Francisco Franco, le 24 octobre dernier, en dénonçant une « profanation ». »

### Différences avec les autres mouvements d'extrême droite
Vox veut également dissoudre le mouvement ultranationaliste espagnol FE-La Falange pour se démarquer de l'extrême droite traditionnelle, s'attirant ainsi la haine des phalangistes espagnols et des alliés européens de la FE-La Falange.
Le chef du parti Santiago Abascal annonce que Vox est un parti antifasciste, antinazi et anticommuniste.
Contrairement à d'autres partis politiques d'extrême droite espagnols, traditionnellement antisionistes, Vox tient un discours favorable à Israël au sujet du conflit israélo-palestinien à la manière de l'AfD. Par ailleurs, Vox s'est opposé aux autres extrêmes droites espagnoles sur la Syrie, notamment lorsque les Américains ont bombardé la Syrie (considérée comme nationaliste par les extrêmes droites européennes), le chef de Vox approuva le bombardement alors que les autres extrêmes droites espagnoles ont pris le parti de Bachar el-Assad.

### Ressemblances avec les autres mouvements d'extrême droite
En février 2020, la députée Vox Rocío De Meer Méndez fait une proposition à l'assemblée des députés visant à encourager une politique nataliste, inspirée du parti polonais Droit et justice, membre du groupe CRE comme Vox. Cette proposition de loi vise à verser un revenu universel de 100 euros par mois par enfant quel que soit le revenu familial et à augmenter de 600 euros l'aide aux familles nombreuses (à partir du troisième enfant).
Plusieurs personnalités proches de Vox interviennent dans l'école privée créée par Marion Maréchal, l'ISSEP, dont un nouvel établissement a été créé à Madrid, l'ISSEP Madrid, comme l'écrivain et conseiller de Santiago Abascal, Kiko Mendez Monasterio, le président de la Ligue de football professionnelle espagnole, Javier Tebas ou l'ancien président de Vox Alejo Vidal‑Quadras.
Pour l'historienne et politologue Virginie Tisserant, Vox se rapproche, dans ses méthodes militantes, de la campagne présidentielle de Donald Trump en 2016 : « Les manières de faire de Vox rappellent les méthodes qui ont porté Donald Trump à la Maison Blanche en 2016. La stratégie d’implantation vise à faire parler de soi en bien, en mal dans les médias tant qu’ils en parlent. »

## Programme

### Centralisme
Le parti se distingue d'autres partis d'implantation récente comme UPyD, Podemos et Ciudadanos par sa position très hostile à un État de communautés autonomes, préconisant la suppression de ces dernières et de leurs parlements. Il propose, pour cela, le retour de certaines compétences à l'État central, essentiellement en matière d'éducation, de santé et de justice, ainsi que l'ouverture d'un processus constituant,. Ils prônent la suppression du Sénat.
Vox revendique la souveraineté espagnole sur Gibraltar et demande la fermeture de la frontière avec ce territoire. Il demande le doublement du budget de la Défense afin qu'il atteigne 2% du PIB, la primauté de la Constitution sur le droit communautaire de l'UE et refuse les impôts communautaires.

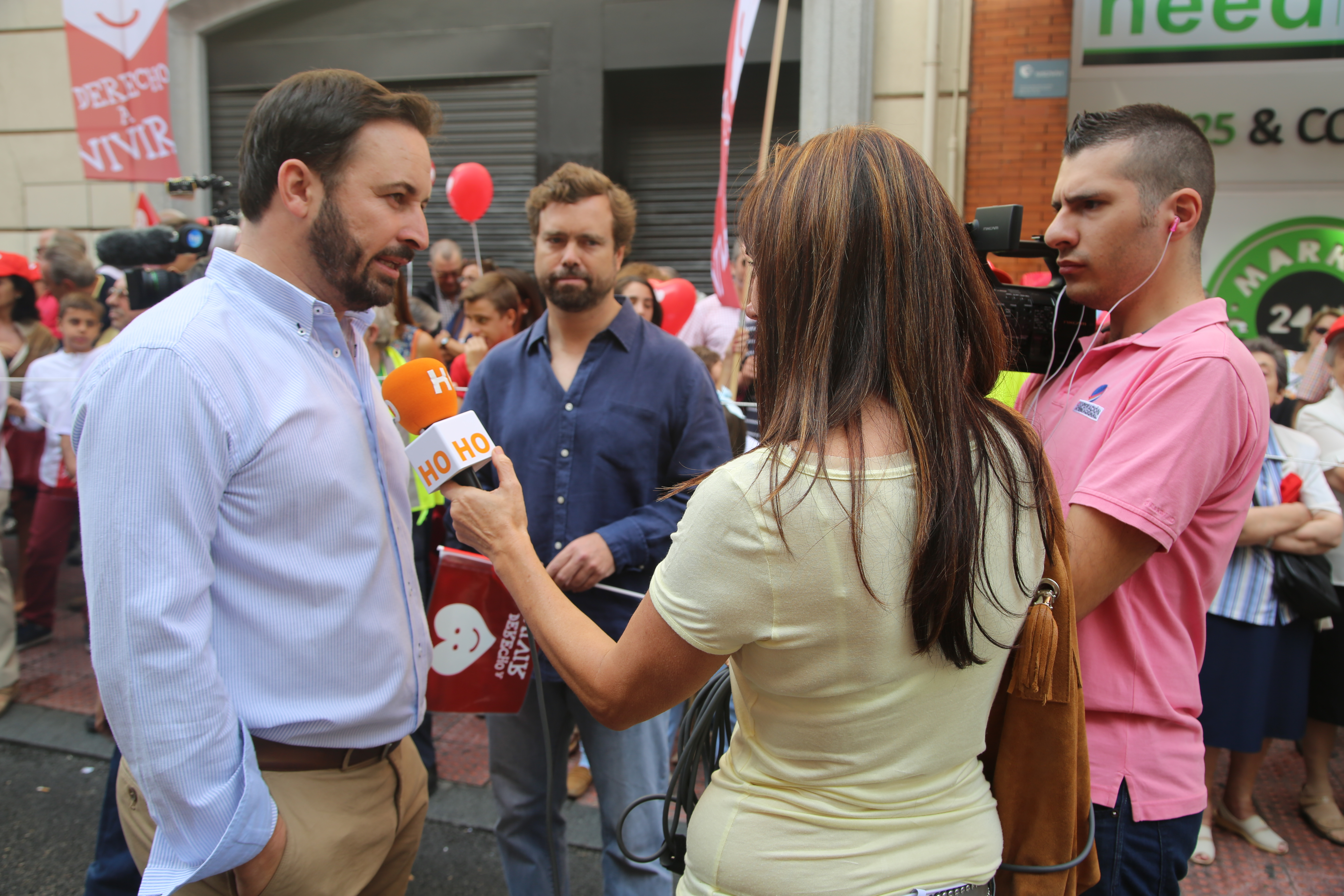
Entretien de Santiago Abascal pendant la 5e marche pour la vie; Iván Espinosa de los Monteros au fond au second plan, 2014.

 Le parti envisage de faire interdire les partis politiques qui « ne croient pas en l'unité de l'Espagne ou ne rejettent pas le marxisme » et demande l'interdiction de Bildu, Sortu et Amaiur, trois partis politiques militant pour l'indépendance du Pays basque,. Le parti est également très critique envers la politique antiterroriste du PP et du PSOE,.
D'après l'historienne et politologue Virginie Tisserant, Vox se positionne comme l'héritier de la « Grande Espagne » franquiste

### Société
Le parti soutient la monarchie et les valeurs traditionnalistes. Il propose que la garde partagée soit la norme, entre autres propositions nouvelles comme le droit de vote des mineurs qui serait exercé par leurs parents,. Vox est aussi hostile à l'avortement,.
Il est pour la promotion de la natalité moyennant des aides familiales et dit vouloir abroger la loi contre les violences de genre pour la remplacer par une loi qui prendrait en compte les personnes âgées, les femmes, les hommes et les enfants victimes d'abus.
Le parti est également favorable à l'abrogation immédiate de la loi sur la mémoire historique, estimant qu'« aucun parlement n'est légitime pour définir notre passé, et encore moins exclure les Espagnols qui diffèrent de ses définitions » et qu'« on ne peut pas utiliser le passé pour diviser ». Au Parlement d'Andalousie, Vox préside la commission sur la mémoire historique.

### Économie
En matière économique, Vox est partisan du libéralisme économique. Il réclame une réduction drastique de la dépense publique accompagnée de la baisse ou la suppression de tous les impôts ; il prétend simplifier l'IRPF avec une tranche unique à 21 % pour tous les revenus. Le coordinateur économique du parti propose également la suppression des programmes d'éducation et de santé publiques.

### Environnement
Vox dénonce la « religion climatique » et estime que « les soi-disant transitions écologiques consistent à transférer d’énormes quantités d’argent des classes moyennes et populaires vers les élites qui poussent l’agenda climatique ». Le parti s'oppose à la signature par l'Espagne d'accords internationaux sur la protection de l'environnement.

### Travail
En juillet 2020, lors des élections autonomes de Galice, Santiago Abascal annonce la création en septembre 2020 d'un nouveau syndicat dans toute l'Espagne, critiquant dans le même temps les principaux syndicats qu'il considère « au service de la gauche ». Quand les statuts du syndicat Solidaridad (SPDSTE dans ses statuts) sont publiés le 20 juillet 2020, le vice-président de Vox, Jorge Buxadé, en annonce publiquement la création et déclare que Vox lui apporte son soutien.
Le programme de Solidaridad, en 12 mesures, vise d'abord à attaquer les syndicats de travailleurs existants (mesure 1) et, de façon plus générale, le syndicalisme tel qu'il se pratique en souhaitant la réduction du nombre de délégués (mesure 10) et en réduisant la capacité de financement des syndicats (mesure 8). Solidaridad souhaite "limiter l'immigration au besoin réel du marché du travail et à la capacité d'adaptation culturelle de l'immigrant" et "favoriser le rapatriement des immigrants qui ne trouvent pas de travail" (mesure 4). Le programme de Solidaridad reflète celui de Vox : la défense de la famille (mesure 12) et le centralisme (mesure 7) sont mentionnés dans le programme syndical. Si l'Union Européenne n'est pas citée explicitement, le programme défend "la relocalisation des entreprises sur le territoire national", le retour des immigrés espagnols partis travailler à l'étranger (mesure 5), l'augmentation du salaire minimum (SMI) (mesure 2) et, "en cas de situations exceptionnelles comme celle [de la] Covid-19" la prise en charge de "l'intégralité des feuilles de paie de tous les employés et auto-entrepreneurs que le gouvernement empêche de travailler" (mesure 3).
Par ailleurs, le parti apporte son soutien aux revendications du syndicat de police Jupol, désormais majoritaire, réclamant une égalité salariale entre les différents corps de police des régions autonomes,.

### Moralisation de la classe politique
Dans le cadre de la lutte contre la corruption, Vox veut éliminer les grâces du gouvernement, imposer des sanctions plus sévères pour les crimes liés à la corruption et veut mettre en place « un pouvoir judiciaire d'envergure nationale, indépendant et professionnel ». Son programme inclut aussi de définir les dépenses inutiles faites par les élus comme une infraction.

### Immigration
Sur l'immigration, Vox propose de contrôler l'immigration en fonction des besoins économiques et de l’habilité des immigrés « à s'intégrer et à accepter les valeurs espagnoles ». Le parti propose, aussi, la mise en place de quotas, l'expulsion des immigrés clandestins et la lutte contre les ONG qui aident ces derniers à entrer sur le territoire espagnol.
Très critique vis à vis des relations avec le Maroc, il envisage la construction d'un mur en béton autour de Ceuta et Melilla.
En juillet 2025, Vox propose un projet de « remigration » visant à expulser massivement entre 7 et 8 millions de personnes issues de l'immigration, y compris des naturalisés espagnols, au nom de la lutte contre le « remplacement démographique ». Cette proposition est justifiée par une supposée « incapacité manifeste à s'intégrer »,.

### Islamisme
Vox plaide pour la fermeture des mosquées fondamentalistes ainsi que l'arrestation et l'expulsion des imams extrémistes.

### Europe
Sur l'Europe, le parti rejette le fédéralisme européen et est hostile à l'entrée de la Turquie dans l'Union européenne. Il n'a cependant pas de discours eurosceptique, contrairement à de nombreux partis d'extrême droite européens (il faut noter que l'Espagne est l'un des pays les plus europhiles du continent).

### Amérique latine
Vox publie en 2020 sa charte de Madrid, signée par une cinquantaine de personnalités internationales, pour dénoncer les « régimes totalitaires narco-socialistes » et les menaces que ferait peser « l’avancée du communisme » sur « la prospérité, le développement, les libertés ». Parmi les signataires  : Marion Maréchal, des eurodéputés néerlandais, suédois, grecs et italiens issus de partis nationalistes, la romancière cubaine Zoé Valdés, l'ex-ministre bolivien Arturo Murillo, le député brésilien Eduardo Bolsonaro, la femme politique vénézuélienne María Corina Machado ou encore le diplomate américain Roger Noriega (ex-ambassadeur devant l'OEA).
Le parti a soutenu le renversement du président bolivien Evo Morales en 2019, envoyant des représentants dans le pays dès le lendemain du coup d’État pour assurer le nouveau gouvernement de sa solidarité. Lors d'une conférence de presse donné avec les représentants de Vox, le ministre de l'Intérieur Arturo Murillo annonce des poursuites judiciaires contre plusieurs figures de la gauche espagnole (José Luis Rodríguez Zapatero, Pablo Iglesias, Juan Carlos Monedero, Íñigo Errejón et le juriste Baltasar Garzón), qu'il accuse d'avoir reçu des fonds occultes d'Evo Morales.
Vox a également manifesté son soutien à l’ex-président colombien Alvaro Uribe, au président équatorien Guillermo Lasso, au président autoproclamé du Venezuela Juan Guaidó, à la femme politique péruvienne Keiko Fujimori et à l'homme politique chilien José Antonio Kast.

## Résultats électoraux

### Élections générales
| Année   | Congrès des députés | Congrès des députés | Congrès des députés | Congrès des députés | Congrès des députés | Sénat   | Gouvernement        |
| Année   | Tête de liste       | Voix                | %                   | Rang                | Sièges              | Sénat   | Gouvernement        |
| ------- | ------------------- | ------------------- | ------------------- | ------------------- | ------------------- | ------- | ------------------- |
| 2015    | Santiago Abascal    | 58 114              | 0,23                | 18e                 | 0 / 350             | 0 / 208 | Extra-parlementaire |
| 2016    | Santiago Abascal    | 47 182              | 0,20                | 16e                 | 0 / 350             | 0 / 208 | Extra-parlementaire |
| 04/2019 | Santiago Abascal    | 2 688 092           | 10,26               | 5e                  | 24 / 350            | 0 / 208 | Pas de gouvernement |
| 11/2019 | Santiago Abascal    | 3 656 979           | 15,08               | 3e                  | 52 / 350            | 2 / 208 | Opposition          |
| 2023    | Santiago Abascal    | 3 057 000           | 12,38               | 3e                  | 33 / 350            | 0 / 208 | Opposition          |

### Élections régionales
| Communauté autonome    | Année | Tête de liste                         | Voix    | %     | Sièges   | Gouvernement               |
| ---------------------- | ----- | ------------------------------------- | ------- | ----- | -------- | -------------------------- |
| Andalousie             | 2018  | Francisco Serrano                     | 396 607 | 10,96 | 12 / 109 | Soutien sans participation |
| Communauté valencienne | 2019  | José María Llanos                     | 278 947 | 10,59 | 10 / 99  | Opposition                 |
| Aragon                 | 2019  | Santiago Morón                        | 40 263  | 6,08  | 3 / 67   | Opposition                 |
| Asturies               | 2019  | Ignacio Blanco                        | 33 784  | 6,42  | 2 / 45   | Opposition                 |
| îles Baléares          | 2019  | Jorge Campos                          | 34 668  | 8,12  | 3 / 59   | Opposition                 |
| îles Canaries          | 2019  |                                       | 22 021  | 2,47  | 0 / 70   | Extra-parlementaire        |
| Cantabrie              | 2019  | Cristóbal Palacio                     | 16 392  | 5,05  | 2 / 35   | Opposition                 |
| Castille-et-León       | 2019  | Jesús María García-Conde del Castillo | 75 731  | 5,50  | 1 / 81   | Opposition                 |
| Castille-La Manche     | 2019  | Daniel Arias Vega                     | 75 636  | 7,02  | 0 / 33   | Extra-parlementaire        |
| Estrémadure            | 2019  | Juan Antonio Morales                  | 28 849  | 4,70  | 0 / 65   | Extra-parlementaire        |
| La Rioja               | 2019  |                                       | 6 277   | 3,86  | 0 / 33   | Extra-parlementaire        |
| Madrid                 | 2019  | Rocío Monasterio                      | 285 099 | 8,86  | 12 / 132 | Soutien sans participation |
| Murcie                 | 2019  | Pascual Salvador                      | 61 591  | 9,46  | 4 / 45   | Soutien sans participation |
| Navarre                | 2019  |                                       | 4 401   | 1,29  | 0 / 50   | Extra-parlementaire        |
| Ceuta                  | 2019  | Juan Sergio Redondo                   | 7 566   | 22,4  | 6 / 25   | Opposition                 |
| Melilla                | 2019  | Jesús Delgado Aboy                    | 2 655   | 7,76  | 2 / 25   | Opposition                 |
| Galice                 | 2020  | Aucun                                 | 26 485  | 2,03  | 0 / 75   | Extra-parlementaire        |
| Pays basque            | 2020  | Amaya Martínez                        | 17 517  | 1,96  | 1 / 75   | Opposition                 |
| Catalogne              | 2021  | Ignacio Garriga                       | 217 883 | 7,69  | 11 / 135 | Opposition                 |
| Madrid                 | 2021  | Rocío Monasterio                      | 333 403 | 9,15  | 13 / 136 | Soutien sans participation |
| Castille-et-León       | 2022  | Juan García Gallardo                  | 214 668 | 17,64 | 13 / 81  | En coalition               |
| Andalousie             | 2022  | Macarena Olona                        | 496 618 | 13,47 | 14 / 109 | Opposition                 |
| Aragon                 | 2023  | Alejandro Nolasco                     | 75 349  | 11,25 | 7 / 67   | En coalition               |
| Asturies               | 2023  | Carolina López                        | 54 273  | 10,11 | 4 / 45   | Opposition                 |
| îles Baléares          | 2023  | Jorge Campos                          | 62 637  | 13,90 | 8 / 59   | Soutien sans participation |
| îles Canaries          | 2023  | Nicasio Galván                        | 71 740  | 7,86  | 4 / 70   | Opposition                 |
| Cantabrie              | 2023  | Leticia Díaz                          | 35 982  | 11,08 | 4 / 35   | Opposition                 |
| Castille-La Manche     | 2023  | David Moreno                          | 139 607 | 12,83 | 4 / 33   | Opposition                 |
| Estrémadure            | 2023  | Ángel Pelayo Gordillo                 | 49 798  | 8,14  | 5 / 65   | En coalition               |
| La Rioja               | 2023  | Ángel Alda                            | 12 773  | 7,61  | 2 / 33   | Opposition                 |
| Madrid                 | 2023  | Rocío Monasterio                      | 248 379 | 7,35  | 11 / 135 | Opposition                 |
| Murcie                 | 2023  | José Ángel Antelo                     | 121 321 | 17,71 | 9 / 45   | En coalition               |
| Navarre                | 2023  | Maite Nosti                           | 14 197  | 4,30  | 2 / 50   | Opposition                 |
| Communauté valencienne | 2023  | Carlos Flores                         | 310 184 | 12,57 | 13 / 99  | En coalition               |
| Ceuta                  | 2023  | Juan Sergio Redondo                   | 7 050   | 20,64 | 5 / 25   | Opposition                 |
| Melilla                | 2023  | José Miguel Tasende                   | 2 937   | 9,94  | 2 / 25   | Opposition                 |
| Galice                 | 2024  | Álvaro Díaz-Mella                     | 34 045  | 2,27  | 0 / 75   | Extra-parlementaire        |
| Pays basque            | 2024  | Amaya Martínez                        | 21 696  | 2,03  | 1 / 75   | Opposition                 |
| Catalogne              | 2024  | Ignacio Garriga                       | 251 096 | 7,95  | 11 / 135 | Opposition                 |

### Élections européennes
| Année | Voix      | %   | Rang | Sièges | Groupe    |
| ----- | --------- | --- | ---- | ------ | --------- |
| 2014  | 246 833   | 1,6 | 11e  | 0 / 54 | Aucun     |
| 2019  | 1 331 366 | 6,2 | 5e   | 4 / 59 | CRE       |
| 2024  | 1 688 255 | 9,6 | 3e   | 6 / 61 | Patriotes |

### Élections municipales
| Année | Voix      | %    | Rang | Sièges       |
| ----- | --------- | ---- | ---- | ------------ |
| 2015  | 64 385    | 0,29 | 22e  | 17 / 67515   |
| 2019  | 659 736   | 2,90 | 5e   | 530 / 67515  |
| 2023  | 1 608 401 | 7,19 | 3e   | 1695 / 67031 |

## Élus

### Cortes Generales

#### XIIelégislature(2016 - mai 2019)

##### Sénateurs
- Francisco José Alcaraz (désigné, à partir de février 2019)

##### Députés
Aucun

#### XIIIelégislature(mai 2019 - septembre 2019)

##### Sénateurs
- Francisco José Alcaraz (désigné)

#### XIVelégislature(décembre 2019 - 2023)

##### Sénateurs
- Jacobo González-Robatto Perote (désigné en Andalousie) remplacé par Pepa Millán.
- Juan Ros Alcaide (Ceuta) remplacé par Yolanda Merelo Palomares
- José Manuel Marín Gascón (Murcie)

#### XVelégislature(à partir d‘août 2023)

##### Sénateurs
- Paloma Gómez Enríquez (désigné en Andalousie)
- Ángel Pelayo Gordillo Moreno (désigné en Estrémadure)
- Fernando Carbonell Tatay (désigné en Communauté valencienne)

## Affaire judiciaire
En mars 2025, le parti Vox fait l'objet d'une enquête du parquet anticorruption espagnol concernant son financement, suite à une plainte déposée en décembre par le PSOE. L'enquête porte sur des dons présumés illégaux s'élevant à 4,6 millions d'euros, en provenance de Hongrie. La plainte s'appuie sur un rapport de la Cour des comptes espagnole relevant 1,8 million d'euros non justifiés comptabilisés comme ventes promotionnelles, ainsi qu'un crédit électoral de 6,5 millions d'euros accordé par une banque hongroise lors des élections générales de 2023.

## Actions et polémiques

### Financement par des sympathisants du Conseil national de la Résistance iranienne
Entre 2013 et 2014, lors de sa création, Vox reçoit des financements de sympathisants du Conseil national de la résistance iranienne (CNRI), constitué en grande partie de membres de l'Organisation des moudjahiddines du peuple iranien,,, une organisation qui est considérée comme terroriste par les États-Unis jusqu'en 2012 et par l'Union européenne jusqu'en 2009. Selon le quotidien El País, ce financement a servi à payer la caution et le loyer du siège central du parti, des salaires du personnel, des biens et 80 % de la campagne pour les élections européennes de 2014. Un millier d’Iraniens exilés ont ainsi envoyé 971 890 euros sur le compte de Vox entre décembre 2013 et avril 2014. Alejo Vidal-Quadras, premier président du parti, a sollicité l'aide financière du CNRI, avec qui il était rentré en contact quand il était député européen. Quand celui-ci quitte Vox, après son échec aux élections européennes de 2014, le financement du CNRI s'arrête. Le Tribunal des comptes n'a pas étudié les comptes du parti pour la campagne européenne de 2014, Alejo Vidal-Quadras n'ayant obtenu que 1,56 % des voix.

### Enquête de ForoCoches
En mai 2016, ForoCoches a publié une enquête qui plaçait à Vox en quatrième position avec 3 % des voix, derrière Unidos Podemos (40 %), C's (26 %) et le PP (10 %), étant au-dessus de UPyD, PSOE et PACMA, les trois étant crédités de 1 %. Pour l'enquête, avaient participé 6 774 utilisateurs, un même utilisateur pouvant avoir contribué depuis diverses IPs. Vox publia ces résultats dans un tweet avec les hashtags #EspañaGrandeOtraVez et #VoxEnLasEncuestas. La situation irréelle posée par ForoCoches a suscité tous types de commentaires sur les réseaux sociaux.

### Déploiement du drapeau espagnol sur les hauteurs de Gibraltar
Le 20 mai 2016, divers membres du parti, dont Javier Ortega Smith, secrétaire général du parti, et Nacho Mínguez, président de Vox Madrid, sont entrés à Gibraltar et ont déployé un drapeau espagnol de 18 × 11 mètres sur la face nord du rocher. Il est demeuré suspendu une vingtaine de minutes jusqu'à ce qu'il soit retiré par la police royale de Gibraltar. Après cet événement, le président de Vox Madrid a été arrêté et le secrétaire général a dû fuir à la nage[réf. nécessaire].

### Opposition au programme de lutte contre les violences contre les femmes
Alors que l'Espagne a déployé avec succès depuis 20 ans un programme de lutte contre les violences conjugales contre les femmes qui était considéré comme une grande cause nationale, le parti entend s'y opposer au nom de l'égalité entre les sexes. Ce programme a permis à l'Espagne de faire passer le nombre de femmes victimes de meurtres conjugaux de 71 en 2003 à 47 en 2018, ce qui le fait qualifier d'exemple en Europe en matière de lutte contre les féminicides, pour un budget de 220 millions d'euros en 2019. Ce dernier est critiqué par Vox, qui juge les sommes « colossales » et demande que la législation mise en place par le socialiste José Luis Rodríguez Zapatero en 2004 soit abolie. La loi, qui a mis en place des aides financières pour le déménagement, une centaine de tribunaux dédiés et un réseau de bureaux d'aide psychologique pour les victimes de violence conjugale de sexe féminin uniquement, est jugée sexiste par Vox.
En effet, ce parti milite pour le remplacement de la loi sur la violence de genre par une loi offrant la même protection pour les femmes, les hommes, les enfants et les personnes âgées victimes d'abus. Vox veut éliminer les « groupes féministes radicaux subventionnés » et poursuivre efficacement les « plaintes bidon ». Alicia Rubio (es), secrétaire adjointe à la mobilisation et idéologue du parti en matière de féminisme, affirme ainsi que « tuer une femme est aussi grave que de tuer un homme. La violence n’a pas de sexe » et reproche à la loi de faire bénéficier aux femmes d'une présomption d'innocence, quand les hommes sont eux « considérés a priori comme coupables », ce qu'elle juge contraire à l'égalité des sexes. La prévention actuelle des violences contre les femmes se ferait, selon le parti Vox, au détriment des hommes.

### Aux Cortes
En 2020, l'écrivain Kiko Méndez-Monasterio est nommé conseiller de Vox au parlement espagnol, ce qui provoque une polémique, celui-ci ayant été condamné en 1998 pour avoir agressé Pablo Iglesias Turrión, actuel membre du gouvernement.[pertinence contestée]

### Pandémie de Covid-19
Lors de la pandémie de Covid-19 en Espagne le 23 mai 2020, des milliers de personnes, pour la plupart des partisans du parti politique Vox ont participé à des manifestations et des mouvements d'opposition au port du masque et aux mesures de confinement ou de restrictions des libertés durant la pandémie de Covid-19 à Madrid et dans les capitales régionales du pays au sujet du confinement et de son impact sur l'économie espagnole. Les manifestants ont conduit des voitures en convois pour appliquer la distanciation sociale, avec la manifestation de Madrid dirigée par un bus contenant le chef de Vox Santiago Abascal. Abascal a appelé le gouvernement de Pedro Sánchez à démissionner pour avoir manipulé le virus.

## Organisation

### Présidents
- Alejo Vidal-Quadras, en 2014.
- José Luis González Quirós (intérim), en 2014.
- Santiago Abascal, depuis le 20 septembre 2014.

### Secrétaires généraux
- Iván Espinosa de los Monteros, du 17 décembre 2013 au 20 septembre 2014.
- Javier Ortega Smith, du 20 septembre 2014 au 6 octobre 2022.
- Ignacio Garriga, depuis le 6 octobre 2022.